# 玉仏寺

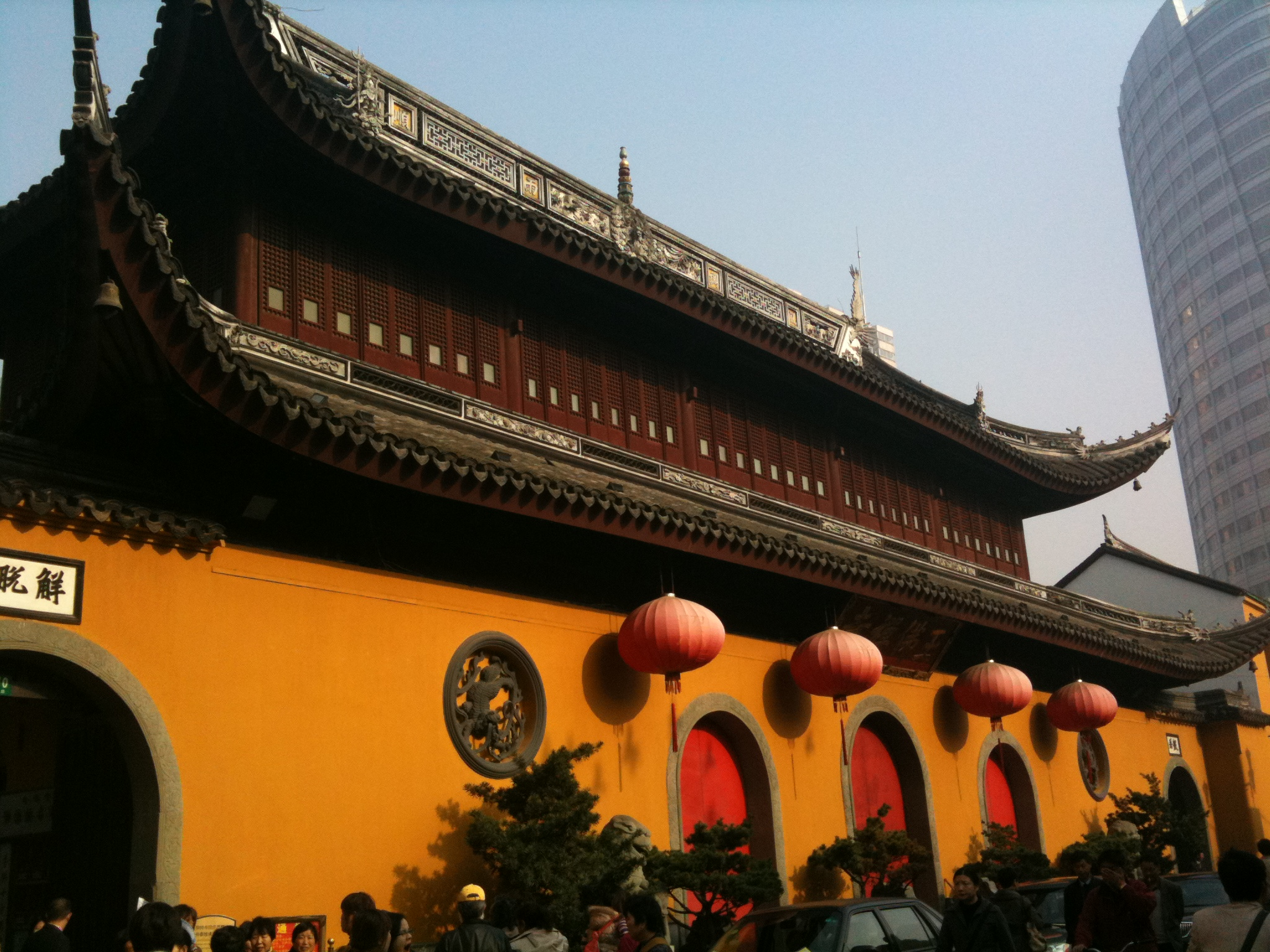
外観

玉仏寺（ぎょくぶつじ、中: 玉佛禅寺）は、中華人民共和国上海市普陀区にある仏教寺院。上海最大の禅宗寺院であり、静安寺・龍華寺と並び上海を代表する名刹の一つである。

## 沿革

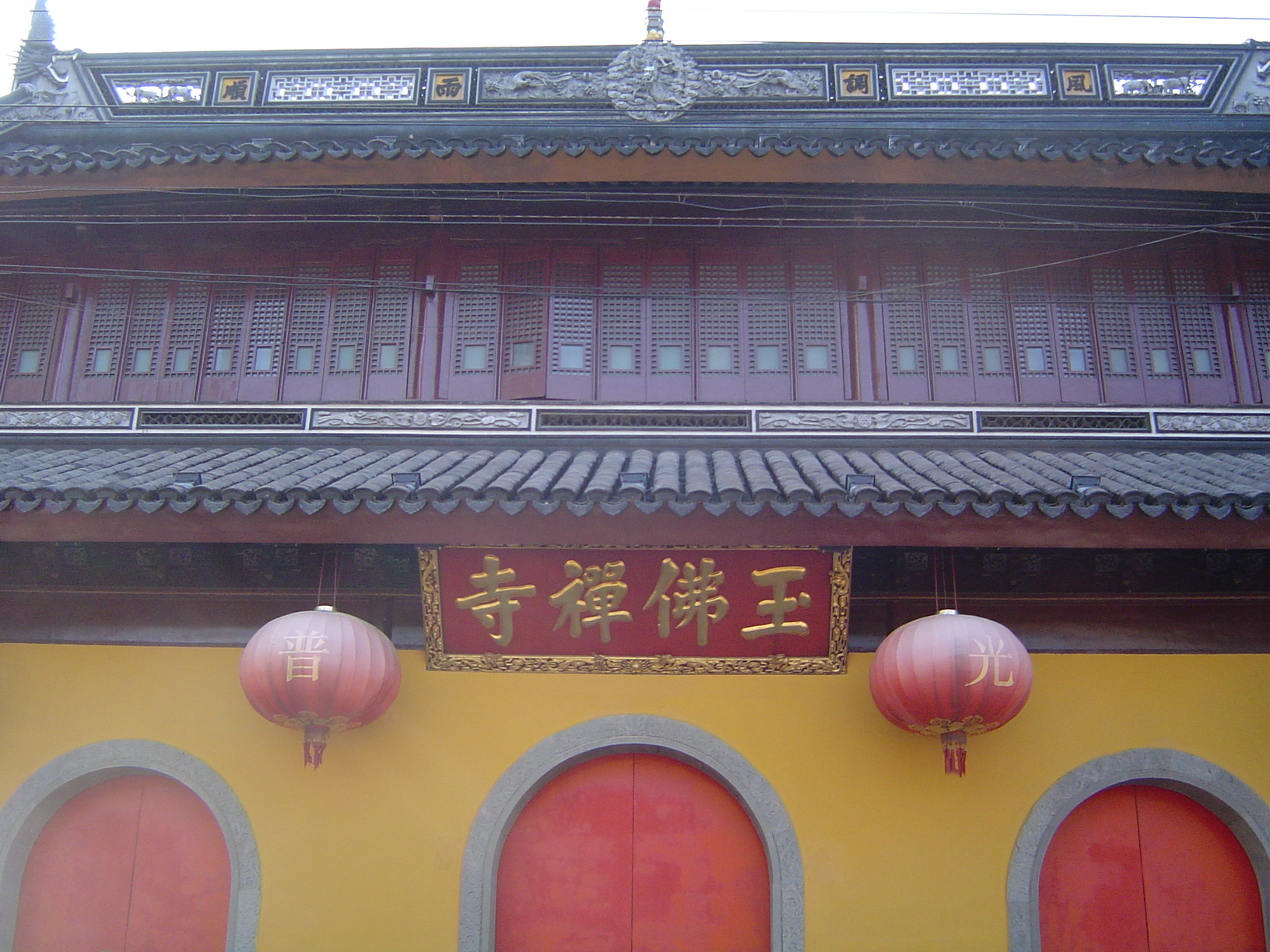
山門の額

清の光緒年間（1875年-1908年）に普陀山の僧である慧根（えこん）は五台に渡り、その途中ミャンマーで現地の華僑の協力を得て玉を採掘し、それから大小5体の玉仏を得た。帰国の途中、慧根は上海に立ち寄り、うち2体の玉仏をそこに残し、またそれらを納めるための寺院を建立するべく資金を募り、1882年に江湾（現在の虹口区江湾鎮）に落成したのがこの玉仏禅寺である。辛亥革命（1911年）の兵火により一度は廃寺となったが、1918年に臨済宗の僧である可成によって現在地（普陀区安遠路）に移転・再建されることとなり、1928年に落成した。

## 施設

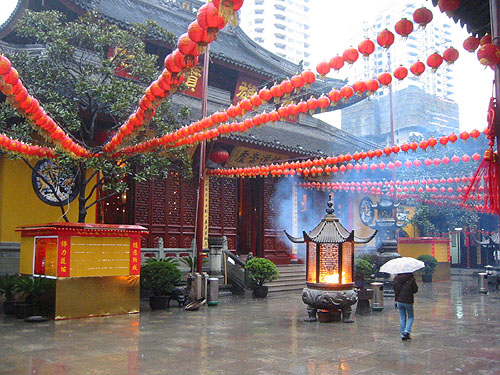
大雄宝殿

山門から奥に向かって順に、天王殿、大雄宝殿、玉仏楼という主要な建物が中軸線上に並んで配置されている。慧根が持ち帰った2体の玉仏（座仏と臥仏）は、玉仏楼と臥仏堂にそれぞれ置かれている。
- 天王殿 - 弥勒仏と韋駄天の塑像が置かれている[4]。
- 大雄宝殿 - 主殿にあたる。本尊の三尊仏が置かれ、その両側に各10体の諸天が並んでいる[4]。天井は装飾的な藻井となっており、本尊の背後は華厳経の故事を表現した巨大な塑壁になっている[4]。
- 方丈室[4]（般若丈室[5]、1階）と玉仏楼（2階） - 玉仏楼では、色とりどりに装飾された仏龕に[4]、高さ1.92メートル、幅1.34メートルの[6]座仏（碧玉像）が置かれている[4]。この像は中国最大の玉仏であり[6]、もとは巨大な翡翠の玉から彫り出され[4]、表面に無数の瑪瑙や翡翠石が埋め込まれた、他に類を見ない逸品である[6]。またここには、チベット蔵経、続蔵経など清代の大蔵経が数種（7000巻余[3]）保管されている[4]。
- 臥仏堂（臥仏殿[5]） - 大雄宝殿の右後ろにある[4]、四合院の建物[3]。体長約1メートルの[6]、漢白玉石製の釈迦涅槃像（白玉像）が[4]紫檀作りの寝台の上に安置されている[6]。
- 仏教文物展覧室 - 臥仏堂の南にあり、北魏仏などの仏像を展示している[4]。
- 三聖殿[3]

## 催事
玉仏寺は現在も街のシンボルの一つとして上海市民に親しまれており、陰暦月の1日、15日には参拝者で混雑する。
寺院内のレストランで供される精進料理も名物の一つである。
毎年大晦日には、色とりどりのランタンを照らしたお祭りのような雰囲気のなか除夜の鐘がつかれ、上海の風物詩の一つとなっている。